# 프랑스령 기아나
프랑스령 기아나(프랑스어: Guyane française 귀얀 프랑세즈[*]) 또는 귀얀주(프랑스어: Guyane 귀얀[*])는 남아메리카에 있는 프랑스의 해외 영토(레지옹)이다. 수도는 카옌(문화어: 까옌느)이다. 면적은 83,854km2로 남한(100,210km2)보다 작다. 인구는 26만 명으로 남한 인구의 ⁠1/200⁠이다.

## 역사

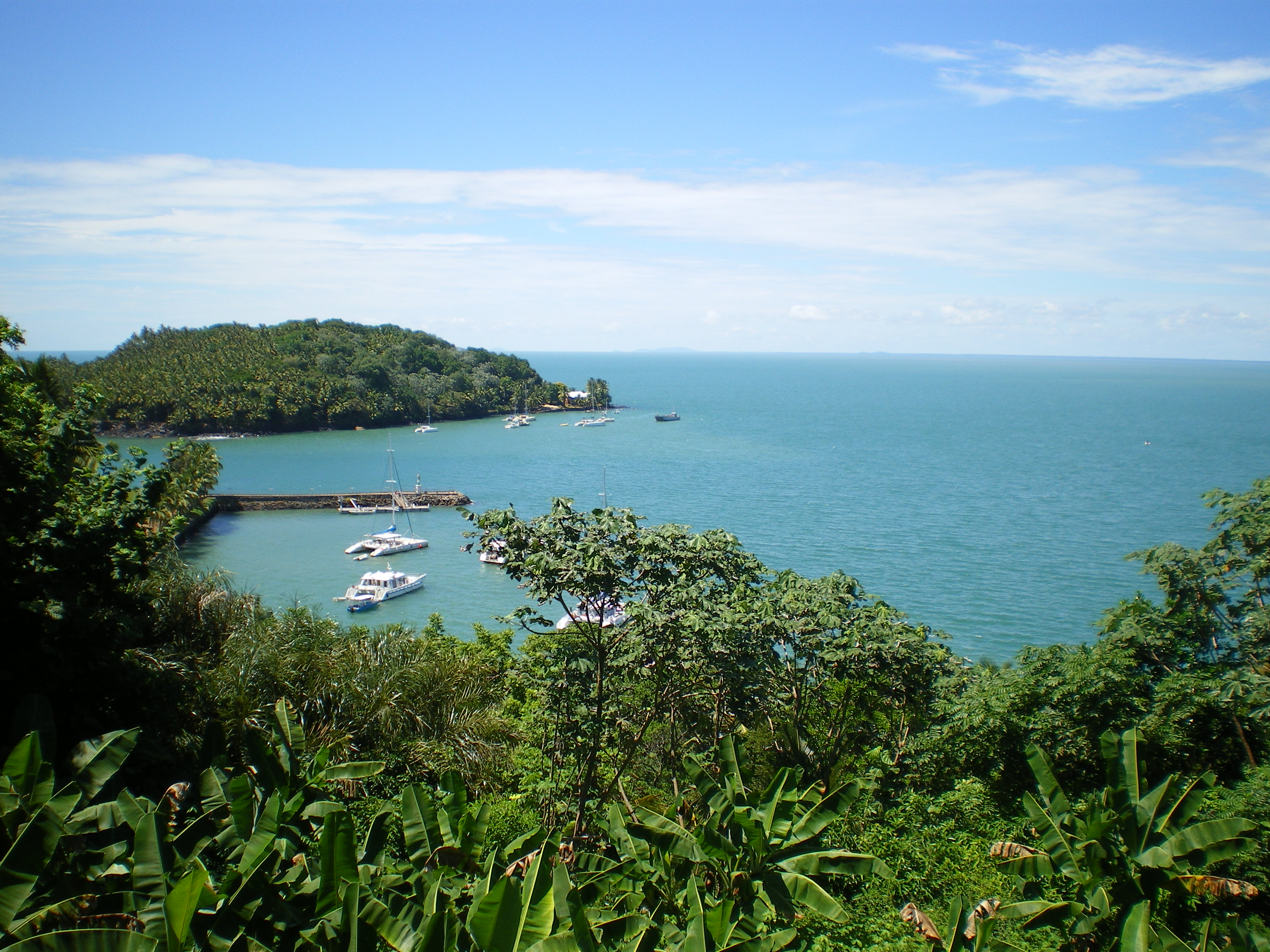
쿠루의 살바시옹 제도에서 바라본 풍경

원래 이 지역에는 옛날부터 카리브족, 아라와크족 등의 인디오가 거주하고 있었다. 1604년 프랑스의 앙리 4세 국왕의 명령을 받은 프랑스의 탐험가들이 기아나에 항구를 건설한 이후에 아마존강 유역을 조사했다. 이를 계기로 기아나에서는 프랑스 출신 이주자들이 유입되었다.
1638년에는 카옌이 설립되었으며 1664년부터 본격적인 정착이 시작되었다. 1667년 네덜란드 브레다에서 체결된 브레다 조약에 따라 프랑스는 네덜란드, 영국과 함께 기아나를 분할했다.
1809년에는 포르투갈이 기아나를 일시적으로 점령하기도 했지만 1814년 파리 조약에 따라 프랑스에 반환되었다. 1968년에는 기아나 우주 센터가 설치되었다.

## 지리

프랑스령 기아나의 지형도 (2009년)

북쪽과 동쪽으로는 대서양, 서쪽으로는 수리남, 남쪽으로는 브라질과 접한다. 프랑스령 기아나는 카리브해의 프랑스어권 국가와 상당히 문화적 연관성이 있지만 지리적 특성으로 인해 카리브해권에 포함되지 않는다.
프랑스령 기아나는 두 개의 주요 지형으로 나뉜다. 해안 지방에 절대 다수의 사람이 살고 있으며 열대 우림 지역에는 봉우리가 이어지면서 브라질과 맞닿는다. 가장 높은 봉우리는 벨뷔 드 리니니(Bellevue de l'Inini)로 851m이다. 주위에는 여러 섬이 분포하며 악마섬(île du Diable)이 대표적이다.
북부 지역에는 댐이 연이어 지어져 있어 전기 생산을 담당하며 인공 호수를 만들고 있다. 여러 강이 분포하는 것으로 알려져 있다.
해외 프랑스 속령 중 면적이 가장 넓고, 유일하게 섬이 아닌 대륙과 연결된 지역이다.

### 기후
프랑스령 기아나의 기후는 열대 우림 기후가 지배적이다. 적도와는 위도 6도 이내에 위치한 데다 고도도 평탄한 수준이어서 일년 내내 덥고 습한 기후를 보인다. 적도 수렴대와 뇌우 유발지대에 속해 있어 일 년 내내 전국적으로 강우량이 높다. 특히 대부분 지역에서 12월부터 7월까지 높은 강우량을 기록하며, 이 기간 동안의 월간 평균 강수량은 330mm에 달한다.

8월부터 11월까지 동부 지역은 따스한 건기에 접어들어 강수량이 100mm 미만을 기록하며, 9월과 10월에는 평균기온이 38°C를 넘어선다. 프랑스령 기아나의 동부는 열대 몬순 기후 (쾨펜의 기후 구분법: Am)으로 분류되며, 서부의 생로랑뒤마로니는 열대 우림 기후 (Af)에 해당된다.
| 프랑스령 기아나 카옌의 기후 | 프랑스령 기아나 카옌의 기후 | 프랑스령 기아나 카옌의 기후 | 프랑스령 기아나 카옌의 기후 | 프랑스령 기아나 카옌의 기후 | 프랑스령 기아나 카옌의 기후 | 프랑스령 기아나 카옌의 기후 | 프랑스령 기아나 카옌의 기후 | 프랑스령 기아나 카옌의 기후 | 프랑스령 기아나 카옌의 기후 | 프랑스령 기아나 카옌의 기후 | 프랑스령 기아나 카옌의 기후 | 프랑스령 기아나 카옌의 기후 | 프랑스령 기아나 카옌의 기후 |
| 월                          | 1월                         | 2월                         | 3월                         | 4월                         | 5월                         | 6월                         | 7월                         | 8월                         | 9월                         | 10월                        | 11월                        | 12월                        | 연간                        |
| --------------------------- | --------------------------- | --------------------------- | --------------------------- | --------------------------- | --------------------------- | --------------------------- | --------------------------- | --------------------------- | --------------------------- | --------------------------- | --------------------------- | --------------------------- | --------------------------- |
| 역대 최고 기온 °C (°F)      | 32 (90)                     | 34 (93)                     | 33 (91)                     | 33 (91)                     | 33 (91)                     | 34 (93)                     | 34 (93)                     | 36 (97)                     | 36 (97)                     | 36 (97)                     | 35 (95)                     | 34 (93)                     | 36 (97)                     |
| 일평균 최고 기온 °C (°F)    | 27 (81)                     | 28 (82)                     | 28 (82)                     | 28 (82)                     | 28 (82)                     | 28 (82)                     | 29 (84)                     | 30 (86)                     | 31 (88)                     | 30 (86)                     | 30 (86)                     | 28 (82)                     | 29 (84)                     |
| 일평균 최저 기온 °C (°F)    | 23 (73)                     | 23 (73)                     | 23 (73)                     | 23 (73)                     | 23 (73)                     | 23 (73)                     | 23 (73)                     | 22 (72)                     | 22 (72)                     | 22 (72)                     | 22 (72)                     | 23 (73)                     | 23 (73)                     |
| 역대 최저 기온 °C (°F)      | 19 (66)                     | 20 (68)                     | 19 (66)                     | 18 (64)                     | 20 (68)                     | 21 (70)                     | 20 (68)                     | 20 (68)                     | 21 (70)                     | 20 (68)                     | 20 (68)                     | 20 (68)                     | 18 (64)                     |
| 평균 강우량 mm (인치)       | 380 (15.0)                  | 320 (12.6)                  | 380 (15.0)                  | 380 (15.0)                  | 510 (20.1)                  | 390 (15.4)                  | 200 (7.9)                   | 100 (3.9)                   | 40 (1.6)                    | 50 (2.0)                    | 120 (4.7)                   | 290 (11.4)                  | 3,160 (124.6)               |
| 평균 강우일수 (≥ 0.1 mm)    | 20                          | 16                          | 22                          | 21                          | 26                          | 23                          | 18                          | 9                           | 4                           | 4                           | 11                          | 18                          | 192                         |
| 평균 상대 습도 (%)          | 82                          | 80                          | 82                          | 84                          | 85                          | 82                          | 78                          | 74                          | 71                          | 71                          | 76                          | 81                          | 79                          |
| 평균 월간 일조시간          | 155                         | 113                         | 124                         | 120                         | 124                         | 180                         | 217                         | 248                         | 270                         | 279                         | 240                         | 186                         | 2,256                       |
| 출처: BBC Weather           |                             |                             |                             |                             |                             |                             |                             |                             |                             |                             |                             |                             |                             |

## 인구
주민의 약 60%가 이곳 출생자이고, 약 10%는 프랑스 및 프랑스령 출생자, 약 30%는 아이티, 수리남, 브라질 등 외국에서 태어난 이민자로 이루어져 있어서 인구 구성이 복잡하다.
인구의 약 3분의 2는 아프리카계 흑인과 프랑스 등 유럽계 백인의 혼혈인 뮬라토이고, 프랑스 혈통이 대부분인 유럽계 백인이 약 14%, 탈출 노예 집단인 마룬 출신이 다수를 차지하는 아프리카계 흑인이 약 6%, 인디오가 3~4%, 중국계(주로 저장성, 광둥성 출신)가 약 3%, 라오스 출신 몽족이 약 1%, 그 밖에 인도, 레바논, 베트남 출신의 주민들도 있다.
언어는 프랑스어가 공용어로서 약 25만명이 모어로 쓴다.
종교는 로마 가톨릭교회가 54%를 차지한다. 공용어는 프랑스어이나 크레올어도 사용한다. 일부는 자신들의 언어를 사용하며, 포르투갈어, 영어, 중국어, 인디오 언어도 사용된다.
| 연도 | 인구   | ±% p.a. |
| ---- | ------ | ------- |
| 1807 | 15,483 | —       |
| 1814 | 14,463 | −0.97%  |
| 1827 | 22,416 | +3.43%  |
| 1832 | 22,531 | +0.10%  |
| 1837 | 21,221 | −1.19%  |
| 1842 | 20,365 | −0.82%  |
| 1850 | 20,100 | −0.16%  |
| 1855 | 20,198 | +0.10%  |
| 1860 | 25,687 | +4.93%  |
| 1868 | 25,151 | −0.26%  |
| 1872 | 24,171 | −0.99%  |

| 연도 | 인구   | ±% p.a. |
| ---- | ------ | ------- |
| 1876 | 27,082 | +2.88%  |
| 1880 | 27,333 | +0.23%  |
| 1887 | 25,796 | −0.82%  |
| 1891 | 29,650 | +3.54%  |
| 1895 | 30,310 | +0.55%  |
| 1901 | 32,908 | +1.38%  |
| 1906 | 39,117 | +3.52%  |
| 1911 | 48,810 | +4.53%  |
| 1921 | 44,202 | −0.99%  |
| 1936 | 36,975 | −1.18%  |
| 1946 | 28,506 | −2.57%  |

| 연도 | 인구    | ±% p.a. |
| ---- | ------- | ------- |
| 1954 | 27,863  | −0.27%  |
| 1961 | 33,505  | +2.57%  |
| 1967 | 44,392  | +4.79%  |
| 1974 | 55,125  | +3.14%  |
| 1982 | 73,022  | +3.88%  |
| 1990 | 114,678 | +5.79%  |
| 1999 | 157,213 | +3.58%  |
| 2009 | 224,469 | +3.69%  |
| 2014 | 252,338 | +2.37%  |
| 2020 | 285,133 | +2.06%  |
| 2023 | 301,099 | +1.83%  |

|  | 기술적 문제로 인해 그래프를 일시적으로 사용할 수 없습니다. 파브리케이터와 미디어위키 위키에 더 자세한 정보가 있습니다. |

## 경제
프랑스령 기아나는 프랑스의 지원금을 비롯해 경제적으로 상당 부분 의존한다. 주요 산업은 수산업으로서 전체 수출의 4분의 3을 차지하며 금광과 목재도 주요 자원이다. 기아나 우주 센터가 GDP 전체의 25%를 벌어들이는 몫을 하며 1,700명의 사람이 이곳에서 일할 정도다. 농업을 비롯해 산업재 생산은 거의 없다.
관광업이 성장하는 추세에 있지만 실직률이 큰 문제거리인 것으로 알려져 있어 정확한 통계는 없지만 대략 20~30%에 달하는 실직률이 존재한다. 프랑스령 기아나는 실질 소득을 계산하면 2004년 기준 미국 달러 16,030달러(12,887 유로)였으며 전체 유럽 연합 평균의 59.9% 수준이다.

## 정치

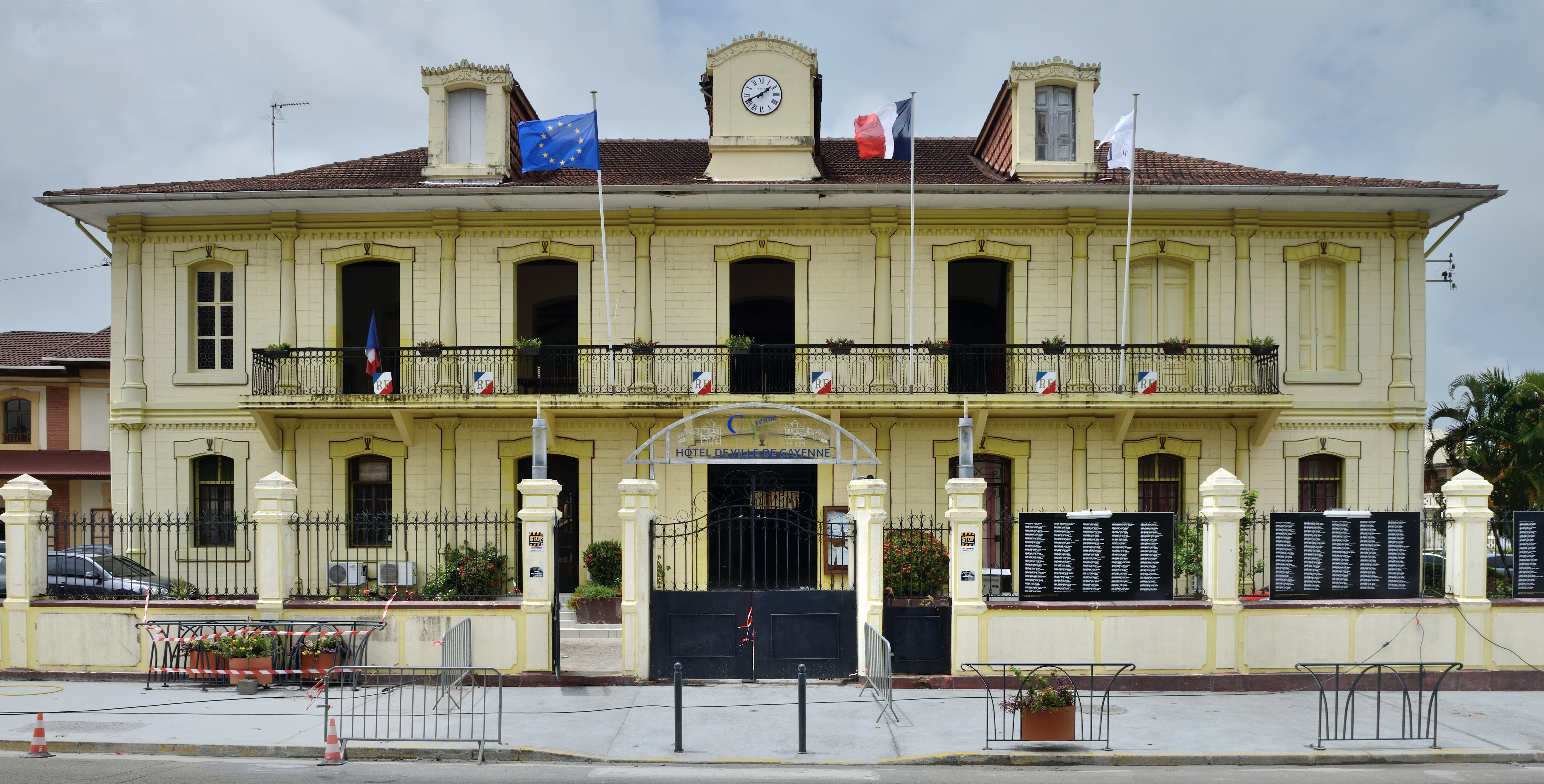
카옌 시청

프랑스령 기아나는 프랑스의 일부로서 유럽 연합의 일원이며, 유럽 외 영토로는 가장 넓은 지역이자, 가장 긴 국경선을 지니고 있다 (덴마크의 속령인 그린란드는 1985년 유럽공동체 탈퇴). 스페인의 세우타, 멜리야와 함께 섬이 아닌 속령이기도 하다.
프랑스의 속령으로서 국가원수는 프랑스 공화국 대통령이며 행정수반은 프랑스 총리가 맡는다. 프랑스 정부는 프랑스령 기아나의 방위와 외교 등 국가적 의무를 다할 책임이 존재한다.
프랑스령 기아나의 주지사 (prefect)는 프랑스 대통령이 임명하며, 주청사는 수도 카옌에 자리해 있다. 주지사는 프랑스령 기아나의 지방정부를 대표하며, 지역의회로는 기아나 의회가 존재한다. 프랑스 상원과 하원에 각각 2명의 국회의원을 보낸다.
프랑스령 기아나의 행정구역은 3개 아롱디스망과 22개 코뮌으로 나뉜다.

## 문화
영화 《빠삐용》의 무대가 되는 교도소인 악마섬(île du Diable)이 이 곳에 위치해 있다. 이 교도소는 1852년부터 정치범 수용소로 사용되었을 정도로 유형지로 악명높았던 곳이며 1953년에 폐쇄되었다.

## 주요 관광지
- 기아나 우주 센터

## 같이 보기
- 빠삐용 (소설)
- 르네 벨브노와 (빠삐용의 모델)
- 빠삐용 (1973년 영화)